# 葷粥
葷粥（くんいく、拼音：Xūnyù）は、かつて中国の北方に住んでいたとされる遊牧民族。匈奴の前身と考えられている。獯鬻(Xūnyù)，薰育(Xūnyù)，薰粥(Xūnyù)，獯粥(Xūnyù)，薰鬻(Xūnyù)などとも表記される。

## 獫狁、葷粥
『晋書』四夷伝に「夏は薰鬻といい、殷は鬼方といい、周は獫狁といい、漢は匈奴といった」とあるように、薰鬻，鬼方，獫狁，匈奴の語は同じものを指すように思われる。しかし、中国の史書にはしばしば「獫狁、葷粥」と併記されることから、この2つは別の部族ということになる。この2つの部族は後にモンゴル高原を統一した匈奴の前身とされているが、詳しいことはわかっていない（下記参照）。

## 起源
『史記索隠』において「楽彦括地譜は云う、夏の桀王は無道なため、殷の湯王により鳴条へ放逐され、三年して死んだ。その子の獯粥（葷粥）は桀王の妾を妻とし、北野へ避居して遊牧生活を始めた」とあり、獯粥（葷粥）はもともと人の名であり、夏の桀王の子であることがわかる。すなわち葷粥とはその始祖からとった部族名であることがわかるが、この時代は半ば伝説的な時代であるため、信憑性はない。

## 歴史
葷粥についてもっとも古く現れているのは『孟子』梁恵王下に「周の大王こと古公亶甫が獯鬻に仕え…」とあるのが初見である。ここでは斉の宣王（在位：紀元前319年 - 紀元前301年）が孟子に「隣国と交際する正しい道はあるでしょうか」と尋ねたところ、孟子が「智の人だけが小国でも大国と上手に交際できる」ということを例えるために引用した故事に登場する。この故事はのちの『史記』にも収録されている。
黄帝の時代、葷粥は黄帝の統一事業の際に北へと駆逐される。
唐虞（陶唐氏の堯と有虞氏の舜）の時代、中国北方には山戎，獫狁，葷粥の3族があり、いずれも遊牧民族であった。
周の先王時代、古公亶父は領民に対し、徳を積んだ政治をおこなっていたが、あるとき葷粥，戎，狄の3族の襲撃に遭い、「領民を戦争に駆り出してまで君主にはなりたくない」と言って、国都である豳（ひん）を去って岐山の麓に移った。しかし、豳の領民たちは彼を慕って岐山の麓に移住し、さらに近くの人民たちも古公亶父の噂を聞きつけて岐山の麓に移住してきた。ここにおいて古公亶父は戎狄の風俗を卑しいとして退け、初めて城郭や家屋を築き、邑を区画して国を治めたという。
以降の葷粥は匈奴と名を変え、モンゴル史上初となる大遊牧国家を築くこととなる。

## 葷粥＝匈奴説
『史記索隠』（唐代）に「楽彦『括地譜』は云う、夏の桀王は無道なため、殷の湯王により鳴条へ放逐され、三年して死んだ。その子の獯粥は桀王の妾を妻とし、北野へ避居して遊牧生活を始めた。中国はこれを匈奴と謂う。応劭『風俗通』は云う、殷の時は獯粥といい、改めて匈奴という。また服虔は云う、堯の時は葷粥といい、周は獫狁といい、秦は匈奴という。『三国志』韋昭伝は云う、漢は匈奴といい、葷粥はその別名」とあり、荀悦『漢紀』に「匈奴の始祖の名は薰粥氏、山戎獫狁はこれなり」とあり、『晋書』四夷伝（唐代）に「夏は薰鬻といい、殷は鬼方といい、周は獫狁といい、漢は匈奴といった」とあることから、葷粥と匈奴は同一のものであり、葷粥は匈奴の旧名であることがわかる。一方で、内田吟風は葷粥，獫狁，匈奴は同一系統の民族であっても、単にモンゴル高原で交代した別の種族であると否定している。しかしながら、葷粥や初期の匈奴に関する資料が少ないため、はっきりしたことはいえない。

## 参考資料
- 『孟子』梁恵王下
- 『史記』五帝本紀、周本紀、匈奴列伝
- 『漢書』匈奴伝
- 『後漢書』南匈奴列伝
- 『魏書』帝紀第一
- 『晋書』四夷伝
- 内田吟風『北アジア史研究 匈奴篇』（1975年、同朋舎出版、ISBN 481040627X）